# LaGrande (Karosseriehersteller)
LaGrande war ein fiktiver US-amerikanischer Hersteller von Automobilkarosserien. Der Sportwagenproduzent Duesenberg etablierte und nutzte den frei erfundenen Markennamen LaGrande in den 1930er-Jahren für eine Reihe werksseitig angebotener Aufbauten. 

## Geschichte

### LaGrande und Duesenberg

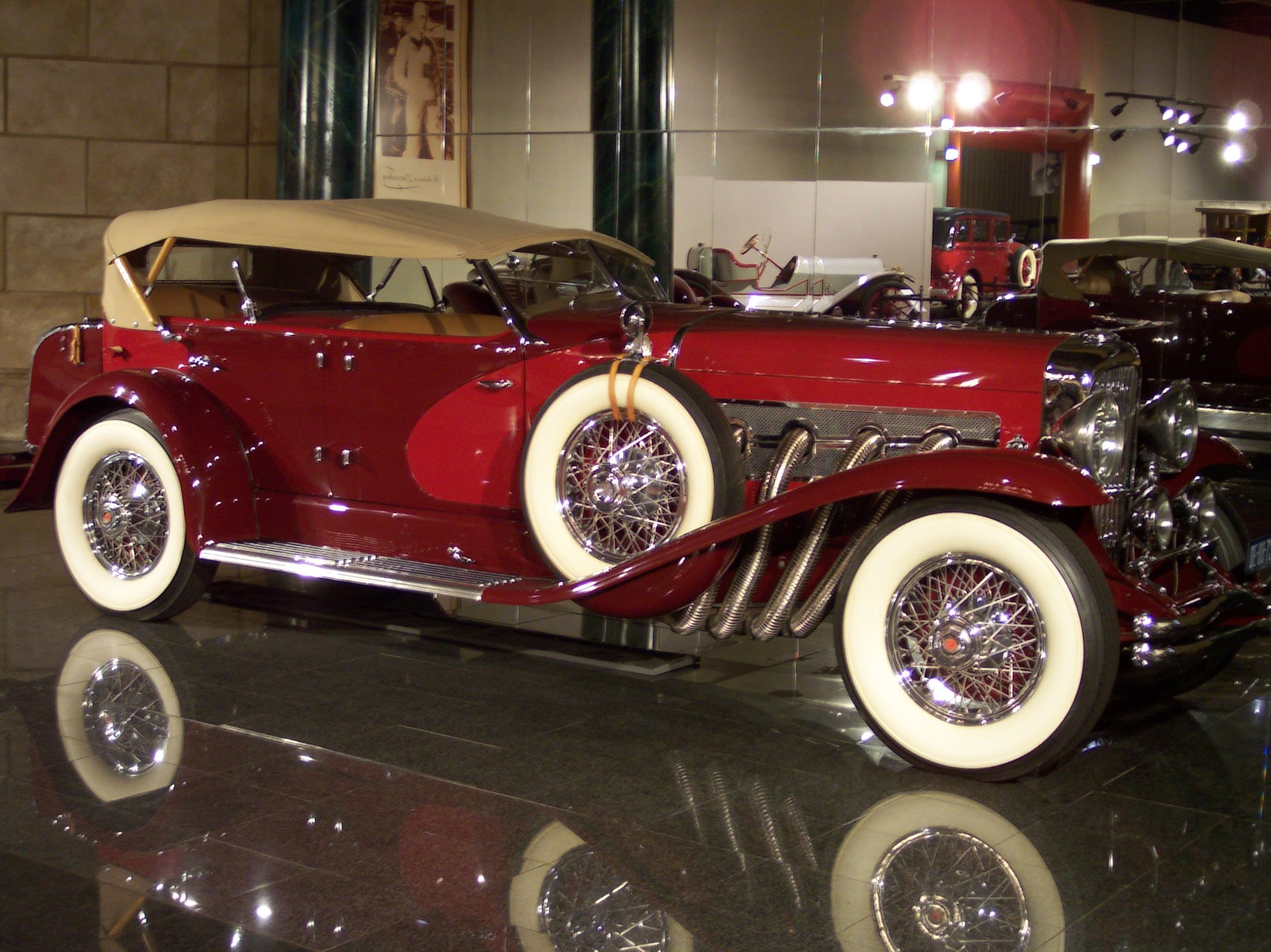
Duesenberg SJ LaGrande Dual Cowl Phaeton

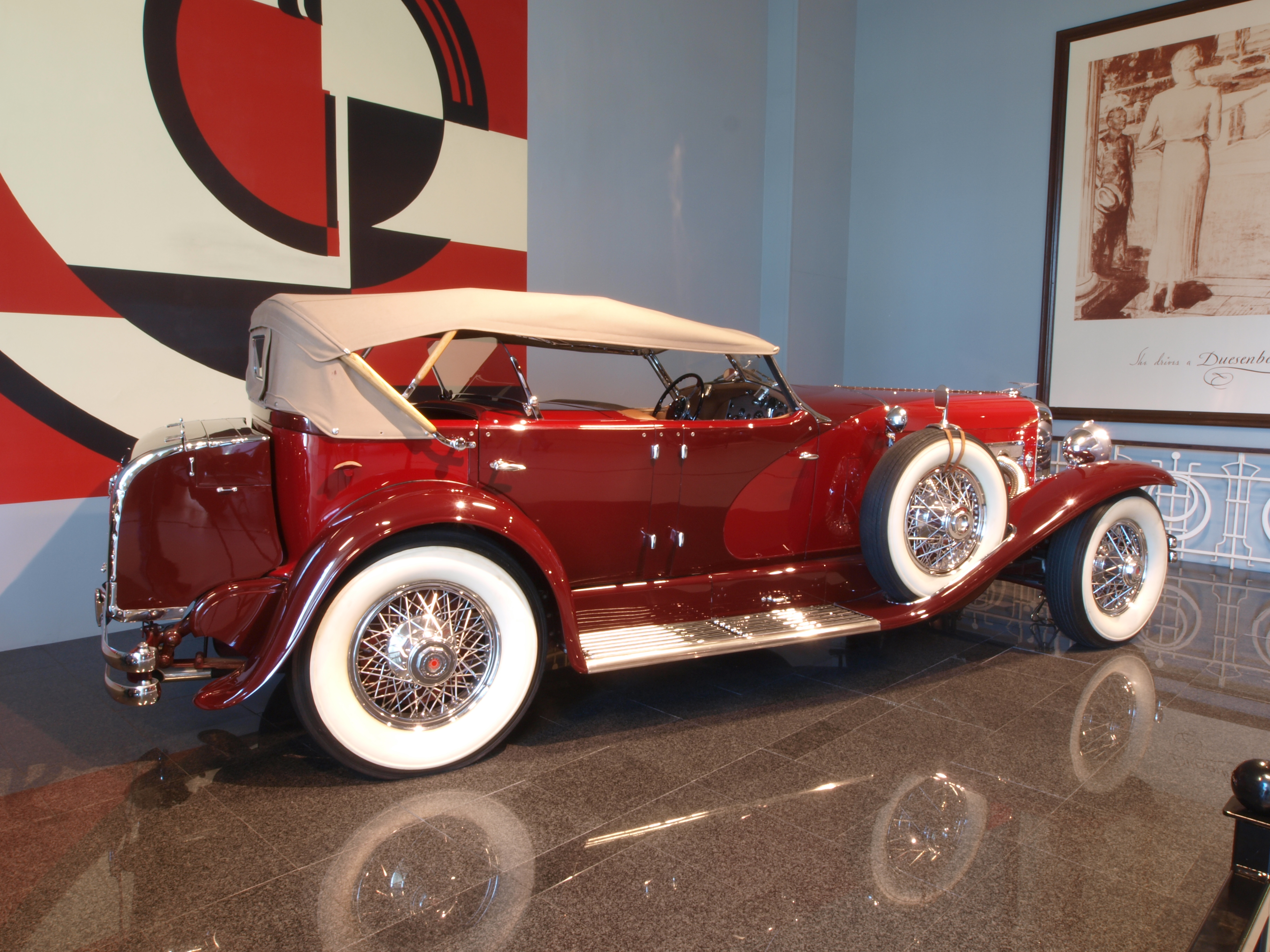
Duesenberg SJ LaGrande Dual Cowl Phaeton

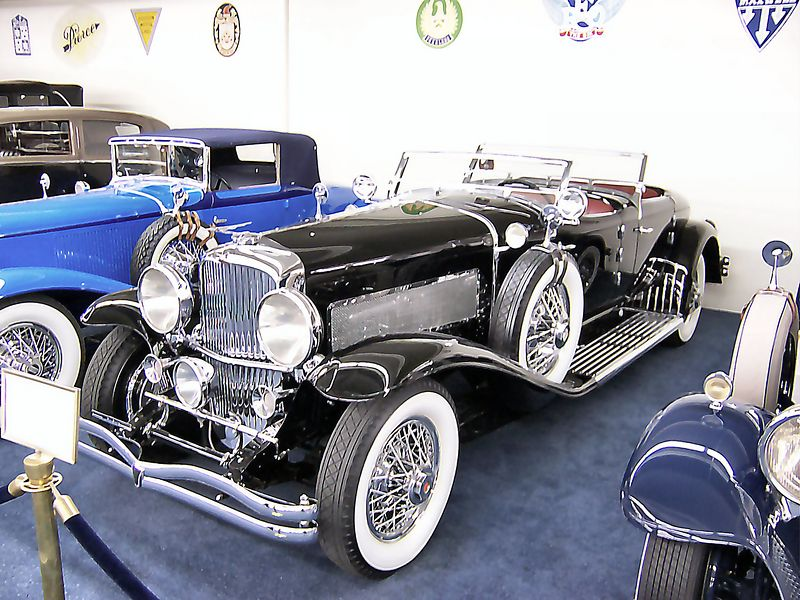
Duesenberg J LaGrande Torpedo Phaeton (1930)

In den 1920er-Jahren produzierte Duesenberg, wie im Oberklassesegment zu jener Zeit allgemein üblich, lediglich Chassis und Motoren. Die Karosserien lieferten unabhängige Hersteller wie Derham, LeBaron, Murphy, Rollston oder Waterhouse, die ihre Aufbauten jeweils den individuellen Wünschen der Kunden anpassten und dabei mehr oder weniger Unikate fertigten. 
Als der Verkauf von Luxusfahrzeugen infolge der Weltwirtschaftskrise nachließ, versuchte das Duesenberg-Management, die Gewinnspanne des Unternehmens zu erhöhen, indem es für das Model J neben den motorisierten Chassis auch werksseitige Karosserien anbot (sogenannte Catalog Customs). Aus Marketinggründen wurde es für sinnvoll gehalten, diese Werkskarosserien einem namentlich benannten, scheinbar externen Karosseriebauunternehmen zuzuschreiben, um Exklusivität zu vermitteln. Diesen Zweck erfüllte ab 1930 LaGrande. 
LaGrande war ein von Duesenberg geschaffenes fiktives Unternehmen. Ein Karosseriebaubetrieb mit diesem Namen existierte tatsächlich nicht. Vielmehr ließ Duesenberg Standardkarosserien, die Gordon Buehrig entworfen hatte, in kleineren, zumeist selbständigen Werken herstellen; sie wurden im Duesenberg-Katalog lediglich als LaGrande-Karosserien gelistet. Die Wahl des Namens LaGrande – ein an ein französisches Adelsprädikat erinnernder Begriff mit vorangestelltem bestimmtem Artikel – sollte dabei eine Nähe zum renommierten Karosseriehersteller LeBaron vermitteln, die tatsächlich nicht bestand. Allerdings kopierte Buehrig zeitweise für das LaGrande-Programm einige Entwürfe LeBarons, was dazu führte, dass LeBaron in der Folgezeit das Einkleiden von Duesenberg-Chassis ablehnte. 
Die LaGrande zugeschriebenen Duesenberg-Karosserien entstanden in kleineren Betrieben, die ihren Sitz in der Nähe des Duesenberg-Stammwerks hatten: 
- Union City Body Company in Union City, Indiana, die zu dieser Zeit der Hauptlieferant für die Auburn Automobile Company war, fertigte den weitaus größten Teil der LaGrande-Karosserien.
- Etwa ein halbes Dutzend LaGrande-Aufbauten entstand daneben bei der Central Manufacturing Company in Connersville, Indiana.
- Einzelne Karosserien fertigte schließlich A.H. Walker in Indianapolis.

Diese drei Werke produzierten insgesamt 29 LaGrande-Aufbauten für Duesenberg, die bis 1936 verkauft wurden; vereinzelt wurden sie auch mit Chassis der Modellreihe SJ verbunden. Mit dem Ende der Produktion bei Duesenberg endete dort auch das LaGrande-Programm.

### Cord
Duesenberg gehörte seit 1926 zum Konzern Errett Lobban Cords. Weitere Bestandteile der Unternehmensgruppe waren Auburn sowie die 1929 gegründete Marke Cord, die als einer der ersten Hersteller Fahrzeuge mit Frontantrieb in Serie fertigte. Für das erste Modell des Unternehmens, den Cord L-29, wurde ab 1930 ebenfalls ein Programm werksseitig angebotener Karosserien aufgelegt, die als LaGrande vermarktet wurden. Die Union City Body Company fertigte insgesamt acht LaGrande-Aufbauten für den L-29, bei Central Manufacturing Co. entstanden ein oder zwei LaGrande-Karosserien.